# マルガリン酸
マルガリン酸（マルガリンさん、Margaric acid）は、脂肪酸のひとつ。IUPAC命名法による系統名はヘプタデカン酸 (heptadecanoic acid) となる。
水にはほとんど溶けず、油によく溶ける。炭素数が奇数なので、天然にはほとんど存在しない。油脂の水素付加によって作られ、マーガリンに含まれている。